# 宿毛警察署
宿毛警察署（すくもけいさつしょ）は、高知県警察が管轄する警察署の一つ。

## 所在地
- 高知県宿毛市希望ケ丘5番地1

## 管轄区域
- 宿毛市
- 幡多郡大月町・三原村

## 沿革

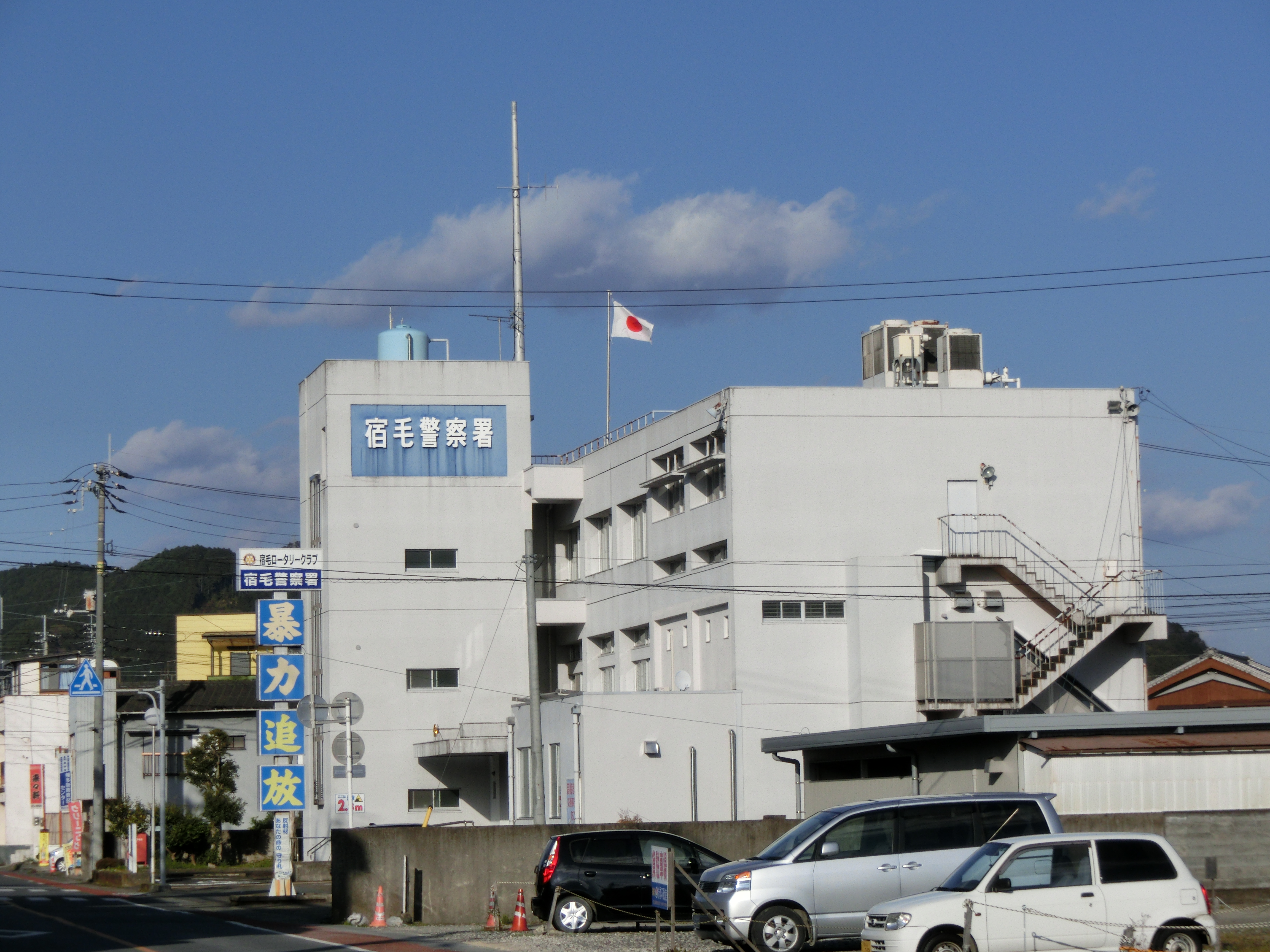
旧庁舎
（高知県宿毛市幸町7番54号）

- 1878年（明治11年）6月5日 - 中村警察署宿毛分署が設置される[1]。
- 1881年（明治14年）1月1日 - 宿毛警察署に昇格[1]。
- 1883年（明治16年）8月3日 - 中村警察署宿毛分署に降格[1]。
- 1926年（大正15年）7月1日 - 宿毛警察署に昇格[1]。
- 1948年（昭和23年）2月1日 - 国家地方警察高知県本部に移管され、幡西地区警察署に改称[1]。
- 1952年（昭和27年）1月1日 - 宿毛地区警察署に改称[1]。
- 1954年（昭和29年）7月1日 - 高知県警察に移管され、高知県宿毛警察署に改称[1]。
- 1976年（昭和51年）4月2日 - 旧庁舎が完成。
- 2025年（令和7年）
  - 1月23日 - 宿毛市役所隣地に新庁舎が落成。同年2月2日から新庁舎にて業務開始。
  - 4月1日 - 片島駐在所を廃止。

## 組織
- 警務課
- 会計庶務課
- 刑事生活安全課
- 地域課
- 交通課
- 警備課

## 駐在所
- 宿毛市
  - 小筑紫駐在所 - 宿毛市小筑紫町福良14番地1
  - 東部駐在所 - 宿毛市平田町戸内1860番地5
  - 橋上駐在所 - 宿毛市橋上町橋上1030番地2
- 大月町
  - 弘見駐在所 - 幡多郡大月町大字弘見2204番地3
  - 姫ノ井駐在所 - 幡多郡大月町大字口目塚101番地12
- 三原村
  - 三原駐在所 - 幡多郡三原村柚ノ木13番地3
- かつて存在した駐在所
  - 片島駐在所 - 宿毛市片島10番62号（2025年4月1日廃止）